# ماري آن تشايلدرز
ماري آن تشايلدرز (بالإنجليزية: Mary Ann Childers)‏ هي صحفية أمريكية، ولدت في 10 يناير 1956.